# Маслов, Михаил Евгеньевич
Михаил Евгеньевич Маслов (1867—1936) — русский офицер, генерал-майор Свиты Его Императорского Величества.

## Биография
Православный. Из дворян. Родился в семье Почётного опекуна Опекунского совета Ведомства Императрицы Марии Фёдоровны (Петербургского присутствия), тайного советника Евгения Дмитриевича Маслова (23.10.1840 — 24.8.1914) и Марии Васильевны, урождённой Обуховой, дочери отставного коллежского асессора Василия Васильевича Обухова. Крещён 4 ноября в Скорбященской церкви с. Остроминки Рязанского уезда; восприемники: отставной гв. полковник Михаил Дмитриевич Маслов и его дочь Екатерина Михайловна.
По окончании Николаевского кадетского корпуса в 1888 вступил в службу 01.10.1888.
Женат на дочери князя Евгения Николаевича Волконского, княжне Анастасии Евгеньевне Волконской (1879—1971).
- 10 августа 1890 — Окончил Николаевское кавалерийское училище по 1-му разряду, выпущен корнетом в Уланский Её Величества лейб-гвардии полк.
- 30 августа 1894 — Поручик.
- 6 декабря 1897 — Штабс-ротмистр.
- 9 сентября 1898 — Заведующий полковой учебной командой.
- 8 ноября 1904 — Командующий эскадроном Её Величества.
- 14 июня 1904 — Назначен в помощь по производству опытов над кабелями и телефонами в составе формируемой при полку сводной конно-саперной команды.
- 6 декабря 1904 — Ротмистр.
- 1904 — Флигель-адъютант.
- 10 ноября 1909 — Командирован в Ливадию для принесения поздравления Ея Императорскому Величеству Шефу полка с 15-летней годовщиной назначения Шефом.
- 7 августа 1910 — Председатель полкового суда.
- 6 декабря 1911 — Полковник.
- 12 марта 1912 — Помощник командира полка по хозяйственной части.
- 13 октября 1912 — Помощник командира полка по строевой части.
- 22 октября 1912 — Председатель суда офицерской чести полка и Председатель распорядительного комитета офицерского собрания.
- 3 февраля 1914 — Председатель комиссии для проверки отчетности за 1913 г.
- 22 июля 1914 — Выступил с полком на театр военных действий Первой мировой войны[1].
- 25 июля 1915 — Флигель-адъютант Его Императорского Величества.
- 21 сентября 1915 — Командующий л-гв. Уланским Её Величества полком.
- 28 апреля 1916 — Генерал-майор Свиты Его Величества.
- В марте 1917 года вышел в отставку по болезни и с тех пор в войсках не служил. По ноябрь 1919 года Михаил Евгеньевич жил столярным и слесарным ручным трудом в Николаевской немецкой колонии новгородской губернии.
- 8 ноября 1919 — 1 марта 1922 — Заведующий хозяйством в совхозе Савино, Отдела Топливно-Лесных разработок новгородского участка СЗЖД. Уволен ввиду ликвидации совхоза.
- 15 марта 1922 — 1 марта 1924 — Заведующий конным двором Новгородского товарищества Промысловых и Сельскохозяйственных Кооперативных Союзов. Уволен ввиду предстоящей ликвидации учреждения.
- 24 апреля 1924 — Арестован в Новгороде по ст. 67 «за участие в подавлении освободительного движения в Прибалтике в 1905—1906 г. в составе карательной экспедиции генерала Орлова» вместе с офицерами полка Марковым С.А., Крыловым А. Е., Яковлевым А. А. и Кротковым Г. А.
- 12 сентября 1924 — Согласно постановлению Особого Совещания Коллегии ОГПУ при ЛВО Маслов приговорён к высылке с запрещением проживания в течение трёх лет в шести пунктах и погрангуберниях. 27 сентября 1924 года освобожден из под стражи и 19 ноября этого же года выслан с семьей в Калугу.
- 20 февраля 1933 — Осуждён тройкой при ПП ОГПУ Московской Области по ст. 58 п. 10, 11 УК РСФСР на 5 лет ИТЛ.
- 12 марта 1936 — Скончался в Калуге, где похоронен на Пятницком кладбище. 18 апреля 1936 года в парижской газете «Возрождение» (№ 3972) однополчане Маслова опубликовали краткий некролог, а на следующей день панихида была отслужена в Соборе Александра Невского на улице Дарю в Париже.

## Награды
- Мекленбург-Шверинский орден Грифона 4-й степени (1894);
- Французский орден Почётного легиона, кавалерский крест (1895);
- Орден Святого Станислава 3-й степени (1898);
- Персидский орден Льва и Солнца 3-й степени (1906);
- Орден Святой Анны 3-й степени (1906);
- Орден Святого Станислава 2-й степени (1906);
- Орден Святого Владимира 4-й степени (1913);
- Орден Святой Анны 2-й степени (1910);
- Мечи и бант к имеющемуся Орден Святого Владимира 4-й степени (1914);
- Орден Святого Владимира 3-й степени с мечами (1915);
- Георгиевское оружие (ВП 05.05.1915)[2];
- Мечи к имеющемуся Орден Святой Анны 2-й степени (1915).